# Muurasjärvi (sjö i Finland)
Muurasjärvi är en sjö i Finland. Den ligger i kommunen Pihtipudas i landskapet Mellersta Finland, i den centrala delen av landet, 400 km norr om huvudstaden Helsingfors. Muurasjärvi ligger 112,2 meter över havet. Den är 35,71 meter djup. Arean är 21,05 kvadratkilometer och strandlinjen är 65,69 kilometer lång. Sjön  ingår i Kymmene älvs huvudavrinningsområde.   I omgivningarna runt Muurasjärvi växer i huvudsak blandskog. Den sträcker sig 13,0 kilometer i nord-sydlig riktning, och 6,6 kilometer i öst-västlig riktning.
I övrigt finns följande i Muurasjärvi:
- Lammassaari (en ö)
- Hassinsaari (en ö)
- Matoluoto (en ö)
- Arvonsaari (en ö)
- Pirkkosaari (en ö)
- Kotisaari (en ö)
- Pitkäsaari (en ö)
- Kotasaari (en ö)
- Kinnarinsaari (en ö)
- Suursaari (en ö)
- Likosaari (en ö)
- Korkeasaari (en ö)
- Honkasaari (en ö)
- Sikosaari (en ö)
- Helkkynen (en ö)
- Kavio (en ö)
- Pikkusaari (en ö)
- Kuvaja (en ö)
- Kataja (en ö)
- Vihtanen (en ö)
- Hämeensaari (en ö)
- Taivalsaari (en ö)

I övrigt finns följande vid Muurasjärvi:
- Karankajoki (ett vattendrag)
- Vuohtojärvi (en sjö)